# Tehuasca magna
Tehuasca magna  (M. C. Johnst. ex Cabrera) Panero, 2019 è una specie di pianta della famiglia delle Asteraceae. Questa specie è anche l'unica del genere Tehuasca  (M. C. Johnst. ex Cabrera) Panero, 2019.

## Etimologia
Il nome generico (Tehuasca) è un anagramma di Huasteca (la casa precolombiana del popolo Huasteca). L'epiteto specifico (magna) suggerisce la presenza di grandi capolini disposti in semplici cime con serie multiple di squame (brattee) embricate.

## Descrizione
In questo gruppo sono presenti sia arbusti che piccoli alberi caratterizzate da fusti con brevi rami. Sono presenti generi con specie monoiche, raramente piante ginodioiche o poligamo-dioiche.
Le foglie lungo il caule sono disposte in modo alternato; sono picciolate o sub-sessili. La forma, in genere intera e semplice, è molto varia: da ovata a obovata (raramente suborbicolari), quasi sempre con apice acuto e bordi continui (margini interi) e privi di spine mucronate. Le venature sono del tipo pennato. La consistenza in genere è coriacea o subcoriacea.
Le infiorescenze sono composte da capolini peduncolati solitari o poco numerosi (2 - 3) e tutti terminali. Sono presenti capolini omogami di tipo discoide. I capolini sono formati da un involucro a forma campanulata composto da brattee (o squame) all'interno delle quali un ricettacolo fa da base ai fiori. Le brattee, simili a foglie con forme ovate, lanceolate o lineari, sono disposte su 5 - 6 serie in modo embricato e scalate in altezza. Il ricettacolo, glabro e alveolati, è privo di pagliette a protezione della base dei fiori (ricettacolo nudo).
I fiori sono tetraciclici (a cinque verticilli: calice – corolla – androceo – gineceo) e in genere pentameri (ogni verticillo ha 5 elementi). I fiori, da 40 a 80, sono isomorfi (tutti uguali) con corolle tubolari (corolle actinomorfe). In genere i fiori sono ermafroditi e fertili.
- Formula fiorale:

*/x K {\displaystyle \infty }, [C (5), A (5)], G 2 (infero), achenio
- Calice: i sepali del calice sono ridotti ad una coroncina di squame.
- Corolla: il colore delle corolle varia da bianco a giallo. Le corolle sono pentalobate con lobi ricurvi o arrotolati; nella parte abassiale/apicale sono presenti dei tricomi ghiandolari.
- Androceo: l'androceo è formato da 5 stami con filamenti liberi e antere, bianche, saldate in un manicotto circondante lo stilo.[10] Le antere in genere hanno una forma sagittata con appendici strettamente lanceolate. Le teche sono calcarate (provviste di speroni) ed hanno code lunghe, lisce o pelose. Il polline normalmente è tricolporato a forma sferica (può essere microechinato).
- Gineceo: il gineceo ha un ovario uniloculare infero formato da due carpelli.[10]. Lo stilo è unico e con due stigmi; è ispessito sotto gli stigmi. Gli stigmi sono corti con terminazioni acuminate e gialle; dorsalmente sono glabri. L'ovulo è unico e anatropo.

I frutti sono degli acheni con pappo. La forma degli acheni varia da cilindrica a spiralata (raramente è compressa) con 5 coste longitudinali e superficie pubescente o densamente sericea (argentea). Il carpoforo (o carpopodium) è anulare o cilindrico. L'endosperma è cellulare. Il pappo è formato da setole disposte su alcune serie. Le setole sono lievemente ampie all'apice. Il pappo è direttamente inserito nel pericarpo o è connato in un anello parenchimatico posto sulla parte apicale dell'achenio.

## Biologia
- Impollinazione: l'impollinazione avviene tramite insetti (impollinazione entomogama tramite farfalle diurne e notturne).
- Riproduzione: la fecondazione avviene fondamentalmente tramite l'impollinazione dei fiori (vedi sopra).
- Dispersione: i semi (gli acheni) cadendo a terra sono successivamente dispersi soprattutto da insetti tipo formiche (disseminazione mirmecoria). In questo tipo di piante avviene anche un altro tipo di dispersione: zoocoria. Infatti gli uncini delle brattee dell'involucro si agganciano ai peli degli animali di passaggio disperdendo così anche su lunghe distanze i semi della pianta.

## Distribuzione
La specie di questa voce si trova nel Nuovo Mondo ed è endemica del Messico.

## Tassonomia
La famiglia di appartenenza di questa voce (Asteraceae o Compositae, nomen conservandum) probabilmente originaria del Sud America, è la più numerosa del mondo vegetale, comprende oltre 23.000 specie distribuite su 1.535 generi, oppure 22.750 specie e 1.530 generi secondo altre fonti (una delle checklist più aggiornata elenca fino a 1.679 generi). La famiglia attualmente (2021) è divisa in 16 sottofamiglie.

### Filogenesi
La sottofamiglia Gochnatioideae, nell'ambito delle Asteraceae occupa una posizione più o meno "basale" (si è evoluta prima rispetto al resto della maggior parte delle sottofamiglie) ed è molto vicina alle sottofamiglie Wunderlichioideae e Hecastocleidoideae; con la sottofamiglia Wunderlichioideae forma un "gruppo fratello". La sottofamiglia ha solamente la tribù Gochnatieae ed è caratterizzata da specie più o meno arbustive, capolini eterogami, ricettacoli alveolati, appendice dell'antere apicolate, stilo ispessito sotto gli stigmi e acheni a 5 coste.
Nell'ambito delle Gochnatieae il genere Tehuasca insieme al genere Anastraphia forma un "gruppo fratello", gruppo a sua volta collegato al genere Nahuatlea (dal quale è stato segregato recentemente) con il quale condivide le corolle con i tricomi ghiandolari. Questi generi insieme formano uno dei due cladi principali, quello dei generi discoidi, della tribù (l'altro clade è formato dai generi  Gochnatia, Richterago e Cnicothamnus).
L'età di formazione della sottofamiglia/tribù varia (secondo varie ricerche) da 36 a 18 milioni di anni fa.